# Que viene Muzzy
Que viene Muzzy, fue un programa de TVE y BBC emitido en otoño de 1987 y repuesto al año siguiente.Basado en el metodo de enseñaza de lengua inglesa "Muzzy", el programa contó con 26 capítulos de 10 minutos, emitidos por las tardes de lunes a viernes.

## Formato
Como Barrio Sésamo, el programa era un collage que mezclaba segementos de producción propia con el material original de Muzzy in Gongoland.
La protagonista, era Katty (Izaskun Azurmendi), una joven que tiene que lidiar con un triángulo  amoroso con dos caballeros ingleses, Charlie (Juan Antonio Ollero) y Mr Smith (Satephen Moran).
Katty era la única del reparto que hablaba español con los espectadores. Con el resto de personajes hablaba en inglés.
De vez en cuando, surgían los segmentos animados de Muzzy para luego ser repasados mediante sckets de humor protagonizados por el trío.
Al mismo tiempo se lanzó en grandes almacenes y librerías, el curso original completo para repasar lo aprendido en el programa.